# Thomas Upington

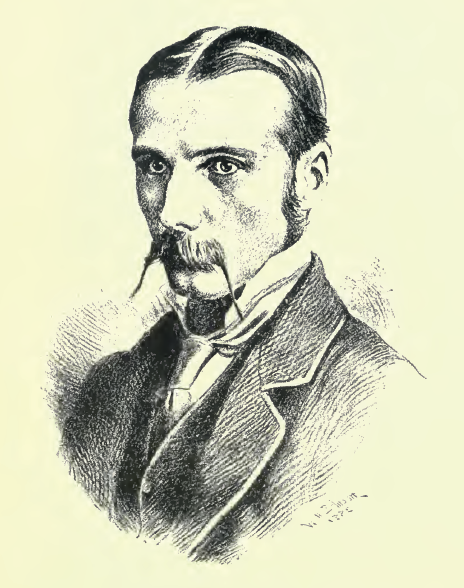
Thomas Upington

Thomas Upington (* 28. Oktober 1844 in Rathnee bei Mallow, County Cork; † 10. Dezember 1898 in Wynberg, Kapkolonie) war 1884 bis 1886 Premierminister der Kapkolonie.

## Leben
Upington studierte Rechtswissenschaften am Trinity College in Dublin. Er kam 1874 in die Kapkolonie und wurde zum Generalstaatsanwalt ernannt. Thomas Upington gründete 1878 eine irische Freiwilligentruppe, die aus rund 30 Männern bestand und „Upington’s Foot“ genannt wurde. Die Truppe nahm am „Neunten Grenzkrieg“ teil, der eine Rebellion der Gcaleka in der Transkei war. Upington erhielt dafür die „South Africa Medal 1877–9“.
1884 wurde er mit Hilfe des Afrikaner Bond, einer Partei der Buren, zum Premierminister ernannt. Er geriet in einen Konflikt, als die britische Kolonialverwaltung gegen die Burenrepublik Vereinigte Staaten von Stellaland vorgehen wollte, er dies wegen seiner Abhängigkeit vom Afrikaner Bond aber nicht konsequent unterstützen konnte. Er trat 1886 zugunsten von Gordon Sprigg zurück, blieb aber vorerst Justizminister.

## Ehrungen
Die Stadt Upington in der Provinz Nordkap wurde 1884 aus Anlass seines Besuches nach Thomas Upington benannt. Die kleine Burenrepublik Upingtonia mit der Hauptstadt Grootfontein wurde 1885 im Gebiet des heutigen Namibia gegründet; sie ging 1887 in Deutsch-Südwestafrika auf.